# Neha Dhupia
Neha Dhupia, née le 27 août 1980 à Cochin, est un mannequin et une actrice du cinéma indien, qui travaille dans des films hindis,  pendjabis, télougous, malayalams  et japonais. Elle a remporté le concours Miss Inde 2002 et a fait partie des 10 finalistes de Miss Univers la même année. Elle est également l'une des animatrices de MTV Roadies (en) depuis la saison 14.

## Biographie

### Jeunesse
Neha Dhupia naît le 27 août 1980  à Cochin, dans une famille sikh. Son père, le commandant Pradip Singh Dhupia, a servi dans la marine indienne et sa mère, Manpinder, (Babli Dhupia) est femme au foyer. Elle est allée à la Naval Public School de  Cochin (en), puis a été transférée à la Naval Public School de  Delhi (en). Elle est diplômée du Jesus and Mary College (en), de New Delhi, affilié à l'université de Delhi, avec une mention en histoire.

### Carrière
Neha Dhupia  fait ses débuts d'actrice dans une pièce de théâtre, à New Delhi, intitulée Graffiti. Elle apparaît ensuite dans un clip pour le groupe indipop Euphoria (en) et pose pour des campagnes publicitaires. Elle figure ensuite dans la série télévisée Rajdhani. En 2002, elle participe au concours Femina Miss India, où elle est couronnée Miss Univers India 2002. Elle est ensuite envoyée au concours Miss Univers 2002 à Porto Rico, où elle se classe dans le top 10. Après avoir participé au concours, Dhupia a l'intention de faire carrière dans le service extérieur indien (en), mais elle se tourne vers le métier d'actrice.

#### Actrice
Elle fait ses débuts à Bollywood, en 2003, avec le film Qayamat : City Under Threat, qui a eu une performance moyenne au box-office. Elle devient célèbre avec son rôle dans Julie (en) et est ensuite apparue dans Sheesha (en) (2005) dans un double rôle de sœurs jumelles, mais le film n'a pas eu de bons résultats au box-office. Elle joue ensuite dans des films tels que Kyaa Kool Hai Hum (en) (2005) et Shootout at Lokhandwala (en) (2007), qui ont bien marché au box-office, et figure dans une partie du film d'anthologie Dus Kahaniyaan (en) (2007).
Les années suivantes, Dhupia est apparue dans des rôles secondaires, dans de multiples films, notamment Chup Chup Ke (en) (2006), Ek Chalis Ki Last Local (en) (2007), Mithya (en) (2008), Maharathi (en) (2008), Singh Is Kinng (2008) et Dasvidaniya (en) (2008). En 2011, elle joue le rôle d'Eva Braun dans le film Gandhi to Hitler  sur le Mahatma Gandhi. 

#### Autre
Dhupia a défilé pour des créateurs tels que Rohit Bal (en) et D'damas. En 2016, Dhupia conçoit et anime un podcast Bollywood appelé #NoFilterNeha sur l'application musicale indienne JioSaavn (en), dans lequel elle interviewe des célébrités de Bollywood. L'émission reçoit des critiques positives, avec plus de 2,3 millions d'auditeurs. Dhupia débute la quatrième saison, en novembre 2019, et prévoit d'étendre le podcast en une web-série.